# Parafia Ewangelicko-Augsburska w Jaworze
Parafia Ewangelicko-Augsburska w Jaworze – parafia luterańska w Jaworze, należąca do diecezji wrocławskiej Kościoła Ewangelicko-Augsburskiego w RP. Mieści się przy Parku Pokoju.

## Historia

### Reformacja
Reformacja w miejscowościach położonych w pobliżu miasta Jawor została zapoczątkowana w 1520 w Lipie, następnie wprowadzona została również w Prusicach, Pomocnem, Sichowie, Piotrowicach, Snowidzy, Paszowicach, Małuszowie, Godziszowej, Mściwoju i Luboradzu.
Pierwsze ewangelickie kazania były głoszone w Jaworze od 1525 za zgodą miejscowego proboszcza w kościele św. Marcina przez kaznodzieję Samuela Frenzela.
Od 1551 między duchownymi ewangelickimi i katolickimi nastąpił konflikt, zapoczątkowany w związku z prawem patronatu, które gwarantowało obsadzanie urzędu proboszcza przez radę miejską. Stanowili ją wówczas w większości członkowie wyznania luterańskiego. Dotychczasowy duszpasterz chciał wyboru na swojego następcę ks. Marcin Titze, który nie był dobrze nastawiony do nowego wyznania. Rada miejska proponowała popierającego protestantów Krystiana Zeidlera, byłego wikariusza. Na skutek braku zgody w tej sprawie, ewangelicy zmuszeni zostali do sprawowania nabożeństw w Piotrowicach. W późniejszych latach synod diecezji nie wyraził zgody na dalsze przynależenie wiernych katolickich i ewangelickich do jednej struktury kościelnej. 

### Powstanie parafii ewangelickiej
Na skutek wojny trzydziestoletniej rozpoczęły się prześladowania ewangelików oraz ich przymusowe nawracanie na wyznanie katolickie. Księża oraz nauczyciele protestanccy zostali wygnani z terenu księstwa jaworsko-świdnickiego. Nastąpił wakat na stanowisku duszpasterza zboru, trwający w okresie 1650-1653. Wierni pozbawieni byli również własnej świątyni, kościół św. Marcina użytkowany był przez katolików.
3 września 1652 parafia uzyskała zgodę na budowę kościoła, jednak wyłącznie z materiałów nietrwałych oraz zlokalizowanego na odległość strzały armatniego, poza murami miasta. Zabroniono również powstania wieży. Wszystkie koszta związane z pracami miała pokryć parafia.
Kamień węgielny został położony 24 kwietnia 1654, a poświęcenie obiektu przez ks. Christiana Hoppe i nadanie imienia Ducha Świętego miało miejsce 25 grudnia 1652. Po zawaleniu się budynku na skutek burzy, został on odbudowany w 1655. 
W parafii został wprowadzony cennik opłat oraz instrukcja, która określała liturgię, katechizację, muzykę oraz porządki obrzędów i kwestie związane z finansami. Według niej duszpasterzami zboru miał być proboszcz oraz dwóch diakonów. Środki na działalność czerpano z datków oraz dochodów z tytułu opłat za użytkowanie gruntów i pogrzeby, rezerwację miejsc w kościele oraz zysków ze sprzedaży warzyw i owoców z prowadzonego ogrodu.
Podczas rządów Leopolda I Habsburga doszło do kolejnego nasilenia się działalności wymierzonej przeciwko ewangelikom prowadzonej przez zarząd miejski, jak nakaz uczestnictwa protestantów w katolickich uroczystościach Bożego Ciała oraz związanych ze św. Marcinem, patronem Jawora. Zabroniona została organizacja odwiedzin księdza w domach chorych zamieszkałych poza miastem, w związku z czym byli oni dowożeni do Jawora na wozach.

### Rozkwit zboru
27 stycznia 1709 została ogłoszona przez cesarza Józefa I Habsburga zgoda na powstanie wież przy budynkach kościołów ewangelickich, budowę nowych świątyń oraz szkół. Na mocy patentu wieża została dobudowana również w Jaworze, powstał też budynek szkoły.
W 1743, dzięki przejściu miasta w granice Królestwo Prus, została powołana superintendentura jaworska, której zwierzchnikiem obrano inspektora ks. Christiana Gottfrieda Walthera. W 1763 w miejscowej drukarni została wydana Biblia Lutra, jako pierwsza całościowa edycja Pisma Świętego na terenie Śląska. W 1755 miały miejsce uroczystości związane ze 100-leciem budowy kościoła, z tej okazji parafia wybiła pamiątkowy medal.
W 1890 miasto zamieszkiwało 7 932 osób wyznania ewangelickiego na 11 576 ogółu ludności. W początku XX wieku w parafii pracowało trzech księży, którzy otaczali opieką duszpasterską również pobliskie miejscowości i garnizon wojskowy, pełni też funkcję inspektorów szkolnych. W kościele parafialnym prowadzono dwa nabożeństwa niedzielne. Odbywały się również w budynku więzienia oraz w okolicznych wsiach. W 1910 81,2% populacji miasta stanowili luteranie.
W latach 1931–1938 w parafii miało miejsce 2001 chrztów, 1688 konfirmacji, 802 ślubów, 336 konwersji oraz 1368 pogrzebów.

### Czasy po II wojnie światowej
Podczas II wojny światowej śmierć poniosło wielu parafian. W lutym 1945 dotychczasowi duszpasterze opuścili miasto, a proboszczem został ks. Martin Roye. 4 września 1945 w dzienniku Urzędowe Wiadomości Prezydium Ewangelickiego Kościoła na Dolny i Górny Śląsk opublikowano informację mówiącą, iż wojewoda gwarantuje utrzymanie prawa do własności budynków kościelnych należących do ewangelików, dopóki teren ten zamieszkują Niemcy. Prawo własności parafii zostało potwierdzone 10 grudnia 1945 przez Pełnomocnictwo Rządu na Okręg Administracyjny Dolnego Śląska. W grudniu 1945 na stanowisku proboszcza ks. Roye został zastąpiony przez ks. Menzela, pełniącego tę funkcję przez około rok.
Ostatnia liczna konfirmacja 26 osób odbyła się 16 września 1956. Parafia zrzeszała wówczas około 1500 wiernych. Dalsze zmniejszanie się ich liczby następowało z powodu zezwolenia na emigrację Niemców. Powstała również niewielka grupa zborowników polskojęzycznych, nad którymi opiekę sprawował ks. Jan Zajączkowski z parafii w Legnicy.
Parafia została pozbawiona nieruchomości takich jak budynek plebanii, organistówki, mieszkania dzwonnika oraz tzw. Domu Augusty Wiktorii. Po 1957 następowały włamania do kościoła i kradzieże jego wyposażenia. W grudniu 1972 zlikwidowany został cmentarz położony przy świątyni. Dopiero od 1977 prowadzone były drobne prace remontowe i zabezpieczenie kościoła. Nastąpiła jednak likwidacja parafii w Jaworze jako samodzielnej jednostki kościelnej. Nabożeństwa sprawowane były przez księdza dojeżdżającego raz w miesiącu z parafii w Legnicy, uczestniczyły w nich jedynie 3-4 osoby.
W 1988 do miasta przybył ks. Ryszard Borski, będący duszpasterzem mniejszości niemieckiej. Pozwoliło to na wznowienie prowadzenia regularnych nabożeństw, a także organizację na nowo życia zborowego - odszukanie wiernych zapisanych w kartotece parafialnej. Wskutek działań księdza, liczba członków jaworskiego zboru w 1990 roku wyniosła 20 osób. 14 marca 1991 samodzielna parafia w Jaworze została reaktywowana. Po wyjeździe ks. Borskiego opiekę nad miejscowymi wiernymi przejął ks. Roman Kluz, który od 1994 do 15 maja 2004 sprawował funkcję proboszcza-administratora. W okresie tym liczba członków zboru podwoiła się i liczył on 40 wiernych.
Na skutek starań o rewindykację mienia parafii został odzyskany jedynie Dom Augusty Wiktorii. Przeprowadzony został również remont kościoła, a świątynia została 13 grudnia 2001 wpisana na listę światowego dziedzictwa UNESCO.
Funkcję administratora parafii pełnił od 15 maja 2004 ks. Tomasz Stawiak, wybrany w lutym 2009 na stanowisko proboszcza.

## Współczesność
Nabożeństwa w Kościele Pokoju w Jaworze odbywają się w każdą niedzielę i święta. Dwa razy w miesiącu oraz w święta mają miejsce również nabożeństwa w kaplicy filialnej położonej w Nowym Kościele. Ponadto w dniu pamiątki Wniebowstąpienia Pańskiego prowadzone jest nabożeństwo w kościele św. Jana i Katarzyny w Świerzawie.
Parafia organizuje lekcje religii, zajęcia szkółki niedzielnej oraz spotkania dla osób zainteresowanych luteranizmem. Działa również chór parafialny. W kościele odbywają się koncerty w ramach Jaworskich Koncertów Pokoju. Od 2004 wydawane jest czasopismo Ewangelik Kościoła Pokoju.
Zbór utrzymuje kontakty partnerskie z parafiami ewangelickimi w Oderwitz, Bad Reichenhall, Offenbach am Main i Iserlohn.